# Hasty (Schiff, 1936)
HMS Hasty (H24) war ein Zerstörer der H-Klasse der britischen Royal Navy im Zweiten Weltkrieg.
Das Schiff lief am 5. Mai 1936 als Teil einer Klasse von acht Zerstörern bei Denny in Dumbarton am Clyde vom Stapel. In Dienst gestellt wurde es am 11. November 1936.
Der Zerstörer wurde zunächst gemeinsam mit der Mehrzahl seiner Schwesterschiffe in der 2. Zerstörerflottille im Mittelmeer eingesetzt. Nach dem Kriegsbeginn wurde er im Zuge der Jagd auf deutsche Panzerschiffe und Blockadebrecher zunächst in den Mittel- und später in den Südatlantik verlegt. Anfang 1940 wurde die Flottille in die Gewässer um die Britischen Inseln zurückbefohlen. HMS Hasty war dort allerdings zunächst weiterhin mit der Suche nach deutschen Frachtern betraut, wobei ein Schiff aufgebracht werden konnte.
Im Mai 1940 wurden alle einsatzfähigen Schiffe der Flottille ins Mittelmeer verlegt, wo sie in Alexandria stationiert wurden. HMS Hasty wurde zur Eskorte von Konvois herangezogen und nahm im Juli an der Seeschlacht bei Punta Stilo als Geleiter für die Schlachtschiffe teil. Nur wenige Tage später folgte die Seeschlacht bei Kap Spada, in der der italienische Leichte Kreuzer Bartolomeo Colleoni durch einen britischen Verband versenkt werden konnte, der vom Leichten Kreuzer Sydney angeführt wurde.
Bei einem U-Jagd-Einsatz gelang es dem Zerstörer, zusammen mit dem Schwesterschiff Havock am 2. Oktober 1940 nördlich von Sidi Barrani das italienische U-Boot Berillo zu versenken.
Im November wurde der Zerstörer zu einem weiteren Malta-Geleit herangezogen. Nach dem Ende der Geleitaufgabe griff die deckende Flotte einschließlich HMS Hasty den süditalienischen Flottenstützpunkt Tarent mit Torpedobombern vom Flugzeugträger Ark Royal an.
Nach einem weiteren Malta-Geleit war der Zerstörer im März 1941 an der Schlacht bei Kap Matapan beteiligt. Bei der Evakuierung des griechischen Festlandes im April 1941 (Operation Demon) und in den folgenden Wochen war das Schiff im Dauereinsatz. Nach einem weiteren Malta-Geleit folgten Ende Mai/Anfang Juni ununterbrochene Einsätze im Rahmen der letztlich erfolglosen Versuche, die Insel Kreta gegen deutsche Landungsoperationen (Unternehmen Merkur) zu verteidigen, und der anschließend notwendigen Evakuierung der alliierten Truppen.
Auch in der Folgezeit war der Zerstörer im östlichen und zentralen Mittelmeer eingesetzt. Das Schiff war sowohl an dem Ersten als auch am Zweiten Seegefecht im Golf von Syrte beteiligt. In der Zwischenzeit konnte gemeinsam mit der Hotspur nördlich von Sollum am 23. Dezember 1941 U 79 versenkt werden.
Nach weiteren Malta-Konvois lief HMS Hasty im Juni 1942 wiederum bei einem großen Malta-Geleit als Konvoideckung aus (Operation Vigorous). Nördlich von Derna wurde das Geleit am 14. Juni 1942 von deutschen Schnellbooten angegriffen. Dabei wurde HMS Hasty von S 55 unter dem Kommando von Oberleutnant zur See d. R. Horst Weber torpediert. Der Schaden war so schwerwiegend, dass das Schiff am folgenden Tag versenkt werden musste.